# Эккардт, Вилли
Вилли-Альберт Эккардт (5 августа 1915 — 1966) — офицер германской армии, подполковник, кавалер  Железного креста 1-го и 2-го класса, активный участник проводимой советскими контрразведчиками  операции «Березино». Оперативный псевдоним «Олень».

## Биография
Родился в 1915 году в городе Кобург. Из семьи архитектора и домохозяйки. Окончил реальное училище в 1934. Беспартийный. Женат (декабрь 1942).
После училища Эккардт планировал стать пастором, но родители не смогли оплатить ему учёбу. Поэтому, 1 апреля 1935 он вступил в 1-ю сотню нюрнбергской полиции. В армии с октября 1935 года (ефрейтор, унтер-офицер 7-й роты 42-го пехотного полка). С января 1936 обучался в ганноверском военном училище, затем на офицерских курсах и в марте 1937 вернулся в свой полк в чине лейтенанта. С 31-го июля оберлейтенант.
Участник кампаний в Польше и Франции. С 1 сентября 1939 командовал взводом связи своего полка (23.12.39 — 5.02.40 в полковом запасном батальоне). С 5 февраля 1940 командир роты связи. 16 Февраля 1940 стал начальником штабной роты 520-го пехотного полка, и 7 ноября 1940 командир 11-й роты того же полка.
9 декабря 1941 награждён золотым Немецким крестом. С 3 января 1942 года, исполнял обязанности командира 1-го батальона 520-го пехотного полка, 16 марта 1942 произведен в капитаны. С 26 апреля 1942 последовательно командует 1-м, 2-м (с 3 сентября) батальонами 520-го и (с 20 февраля 1943) — 3-м батальоном 521-го пехотного полка.
С 15 мая 1943 — майор, 20 сентября 1942 со своим батальоном и другими частями полка в районе севернее Печной Слободы успешно отразил несколько атак, приняв на себя управление 521-м полком. За своевременные и решительные действия 7 декабря 1943 года награждён Рыцарским крестом.
С 9 октября 1943 он стал командиром батальона. Затем, с ноября 1943 — командир боевой группы, действовавшей к северу от Гомеля. С 1 февраля 1944 руководил, а с 1 апреля официально стал командиром 519-го гренадёрского полка 296-й пехотной дивизии. 20 мая 1944 произведен в подполковники, 28 июня 1944 года попал в плен под Бобруйском. С 9 августа 1944 года в Германии числится пропавшими без вести.
Находясь в лагере военнопленных № 27, вступил в члены антифашистского Союза немецких офицеров. С августа 1944 по май 1945 года использовался советской контрразведкой в качестве одного из командиров группы Шерхорна.
Для предотвращения расконспирации оперативной игры Березино были легендированы боестолкновения с советскими войсками. Немцев также проинформировали о решении разбиться на несколько отрядов для самостоятельного выхода за линию фронта. Вся «войсковая часть» была разбита на четыре группы под командованием подполковника Шерхорна, подполковника Эккардта и Фольрата. Так, 16 декабря — радиограмма Шерхорна «немцам»:

«Группа Эккардта готова к отправке. Численность: 7 офицеров, 428 унтер-офицеров и солдат, 42 ОД. Группа направляется по северному маршруту и идет двумя подгруппами, которые в зависимости от положения могут делиться на более мелкие группы. Группа выступает в ночь с 16/17 или самое позднее с 17/18»..
 18 декабря — следующее сообщение «чужим»: 

«Верховному командованию. Группа Эккардта выступила по плану с 17-го на 18-е. Численность как было сообщено. Радист Киберт. Командир подгруппы майор Музель».
 На следующий день уже сам Эккардт (Олень) связался с Центром: 

«Верховному командованию (Оберкомандо). Маршевая группа достигла сегодня леса в 4 км северо-восточнее м. Сандобле. До сих пор продвигался планомерно без происшествий»..
1 января 1945 года Центр запросил группу Эккардта о необходимости в радисте. В ответ запросили радиста и 2–3 проводников, знающих местность. В тот же день поступила приветственная радиограмма от командующего группой армий Центр генерал-полковника Рейнхарда: 

«В наступающем Новом году я передаю всем храбрым солдатам боевой группы Шерхорна мой личный привет и привет родины, желаю им благополучного возвращения домой и для нас всех желаю победоносного 1945 г. Да здравствует наш фюрер. Генерал-полковник Рейнхард».
 В ответ Эккардт радировал: 

«От имени моих офицеров и солдат покорнейше благодарю за Ваше поздравление и разрешаю от себя пожелать Вам в 1945 г. здоровья и полного успеха в Вашем руководстве. Боевая группа встретила 1945 г. с глубокой верой в счастливое возвращение на родину и в победу нашего народа. Хайль Гитлер. Эккардт».
Со временем от «чужих» стали приходить все более пессимистические по настроению радиограммы, так, например, 12 февраля 1945 года радист «Синица» получил сообщение: 

«Уже месяц ведём тяжелейшие оборонительные бои. Несмотря на критическое положение, из него выйдем. Помощь Вам будет оказываться и дальше. Да здравствует фюрер. Победа. Хайль. Главное командование»..
 Через несколько дней, 16 февраля, аналогичная шифровка пришла в группу Эккардта: 

«В течение месяца находимся в тяжёлой оборонительной борьбе. Несмотря на критическое положение, сделаем все. Помощь для Вас направляется. Да здравствует фюрер. Да здравствует победа. Оберкомандо»..
28 марта поступили радиограммы: 

«Полковнику Эккардту. Фюрер произвел Вас в этот чин с действием от 16 марта. Сердечные поздравления и пожелания дальнейшего успеха в Вашем трудном деле. Гудериан»;.
После прекращения радиоигры Вилли Эккардт был направлен в 207-й лагерь военнопленных (под Пермью), числился там "заключённым № 9976". Дальнейшая его судьба считалась неизвестной, однако, по словам его внука Себастьяна Шнайдера, Эккардт уже в 1949 вернулся домой и в 1966 скончался от рака.